# Атлакатль (батальон)
Атлакатль (BIRI «Atlacatl») — элитный батальон «сил быстрого реагирования» армии Сальвадора, созданный в 1980 году для борьбы с партизанским движением в стране. Назван по имени легендарного вождя индейцев XVI века — великого воина, который сражался с испанскими конкистадорами.

## История
Личный состав прошёл подготовку в «Школе Америк» в зоне Панамского канала, и на американской военной базе Форт-Брэгг, в обучении принимали участие военнослужащие сил специальных операций и 82-й воздушно-десантной дивизии США. Бойцы батальона получали двойное денежное довольствие в сравнении с военнослужащими иных подразделений регулярной армии. Первым командиром стал полковник Доминго Монтерроса (Domingo Monterrosa Barrios).
В 1984 году в качестве сотрудника журнала «Soldier of Fortune» в страну прибыл американский военный инструктор, гражданин США Peter G. Kokalis, который начал обучать военнослужащих батальона. Он не входил в число официально разрешенных конгрессом США военных советников США в Сальвадоре, но действовал с их ведома и имел право на ношение огнестрельного оружия. Он лично участвовал в боевых операциях вместе с военнослужащими батальона (в камуфлированной униформе без знаков различия, с лицом, закрашенным гримом или краской и с автоматом M-16А1).
Местом постоянной дислокации батальона являлись армейские казармы в Sitio del Niño (департамент Ла-Либертад). Штатная численность личного состава первоначально составляла 600 военнослужащих, в ходе войны достигала 900—1000 человек (вместе со штабом и тыловыми структурами). Тыловая база снабжения батальонов «Атлакатль», «Атональ» и «Рамон Бельосо» находилась в городе Сосьедад (департамент Морасан). Максимальная численность достигала 1261 человек.
После завершения подготовки, с 1 марта 1981 года батальон активно участвовал в гражданской войне.
- в октябре 1981 года батальон был высажен с вертолётов UH-1H у подножия вулкана Чичонтепек и начал наступление на восток вдоль реки Лемпа (это наступление стало одной из крупнейших антипартизанских операций с начала войны)[6]
- в начале декабря 1981 года батальон участвовал в наступательной операции правительственных войск в департаменте Морасан;
- в начале марта 1982 года батальон участвовал в наступательной операции правительственных войск в районе вулкана Гуасапа[7];
- 17-22 июня 1982 года батальон участвовал в наступательной операции правительственных войск в департаменте Морасан.
- 23 октября 1984 года — во время проведения правительственными войсками наступательной операции «Torola IV», в которой принимал участие батальон «Атлакатль»[8], в окрестностях города Перкин взрывом мощного фугаса (вмонтированного в радиопередатчик станции «Радио Венсеремос»)[9] был взорван в воздухе вертолёт UH-1H военно-воздушных сил Сальвадора (серийный номер 5965, бортовой номер 284), погибли 14 человек — 11 военнослужащих сальвадорской армии (в том числе, командир 3-й армейской бригады полковник Доминго Монтерроса, командир батальона «Атлакатль» майор Хосе Армандо Асмитиа Мелара) и журналист[10].
- 20-27 мая 1985 года батальон (совместно с частями 4-й пехотной бригады) участвовал в наступательной операции правительственных войск в департаменте Чалатенанго, в ходе которой понёс потери[11].
- 11 апреля 1991 года в районе деревни El Zapote (департамент Чалатенанго) группа из 18 повстанцев попала в засаду, солдатами батальона «Атлакатль» были убиты один из лидеров FPL — Антонио Карденаль («Jesus Rojas»), ещё 13 повстанцев ФНОФМ и один гражданский (водитель грузовика)[12]
- 16-20 ноября 1991 года, уже во время мирных переговоров, с целью оказания давления на руководство ФНОФМ правительственные войска провели новую наступательную операцию. Около 600 солдат из батальона «Liberty» 1-й армейской бригады и 40 военнослужащих батальона «Атлакатль» предприняли ограниченное наступление на «анклав» ФНОФМ в окрестностях вулкана Гуасапа недалеко от города Сучитото. Несмотря на несколько перестрелок и боевых столкновений, расстановка сил в регионе осталась прежней.

8 декабря 1992 года, после окончания гражданской войны, батальон был расформирован, к этому времени в строю оставалось 700—800 военнослужащих.

## Техника, вооружение и снаряжение
Первоначально, военнослужащие батальона были обмундированы в южнокорейский камуфляж (т. н. «swirl camo»), c 1983 года — в американский камуфляж (BDU). Элементом парадной формы одежды являлся малиновый берет, повседневным головным убором являлась панама камуфляжной расцветки (также на снабжении состояли американские стальные каски M1).
«Атлакатль» первым из подразделений сальвадорской армии получил на вооружение американские автоматы M-16A1. Также на вооружение поступили 7,62-мм пулемёты М-60 и 40-мм гранатомёты М79. С целью увеличить боевую эффективность батальона, на вооружение передали также нестандартное оружие: восемь пулемётов FN MAG (в 1979 году изъятых у бежавших из Никарагуа национальных гвардейцев Сомосы и ранее хранившихся на складе 3-й пехотной бригады в Сан-Мигель) и четыре 7-мм ручных пулемёта Solothurn MG.30 (переданные со складов мобилизационного резерва). В качестве холодного оружия использовались мачете.
В ходе войны на вооружение батальона поступило несколько единиц бронетехники, в том числе изготовленный в 1984 году броневик «Astroboy» на шасси пикапа Ford F250 (личный транспорт и штабная машина полковника Монтерросы) и несколько бронированных грузовиков.

## Военные преступления
В ходе гражданской войны военнослужащие батальона «Атлакатль» неоднократно совершали военные преступления.
Так, 11 декабря 1981 года солдаты батальона устроили резню в деревне Мосоте (El Mosote), в которой погибли несколько сотен мирных жителей (по советским данным, 962 человек, в том числе — 300 детей; по американским данным — «не менее 792 жителей», в том числе — 280 детей).
31 января 1982 года в жилом районе Сан-Антонио-де-Абад на окраине столицы солдаты батальона расстреляли 27 жителей (в том числе, трёх женщин)
28.04.1984 солдаты батальона атаковали селение Эль-Тамариндо (El Tamarindo) в департаменте Чалатенанго, в ходе которой 50 местных жителей, решивших бежать из города, были расстреляны при попытке переправиться через реку.
13.02.1989 солдаты батальона уничтожили полевой госпиталь ФНОФМ в окрестностях деревни Los Encuentros (департамент Чалатенанго), недалеко от границы с Гондурасом, в котором убили пятерых медицинских работников (в том числе, врача из Мексики) и пятерых раненых повстанцев.
16.11.1989 патруль в составе двух лейтенантов и пяти солдат совершил убийство шести католических священников-иезуитов (включая известного мыслителя и ректора Центральноамериканского университета Игнасио Эльякуриа) и двух женщин в помещении миссии на территории католического университета («Jose Simeon Canas University of Central America»).

## Музейные экспозиции
- в зале № 8 музея вооружённых сил Сальвадора (Museo Militar de la Fuerza Armada), в городе Сан-Сальвадор имеется экспозиция, посвященная батальону «Атлакатль»[21]